# Wygiełdów (wieś)
Wygiełdów – wieś w Polsce, położona w województwie opolskim, w powiecie oleskim, w gminie Praszka.
We wsi znajduje się kaplica pw. Matki Bożej Częstochowskiej, OSP.

## Historia
W XIX w. właścicielem wsi był hr. Tomasz Potocki 1809-1861. Ziemianin, oficer, działacz społeczny i ekonomista. Uczestnik powstania listopadowego 1831 r. We wsi był czynny młyn.
W okresie międzywojennym w miejscowości stacjonowała placówka Straży Celnej „Wygiełdów”, a po reorganizacji placówka Straży Granicznej I linii „Wygiełdów”.
W latach 1975–1998 miejscowość administracyjnie należała do województwa częstochowskiego.